# Служебник

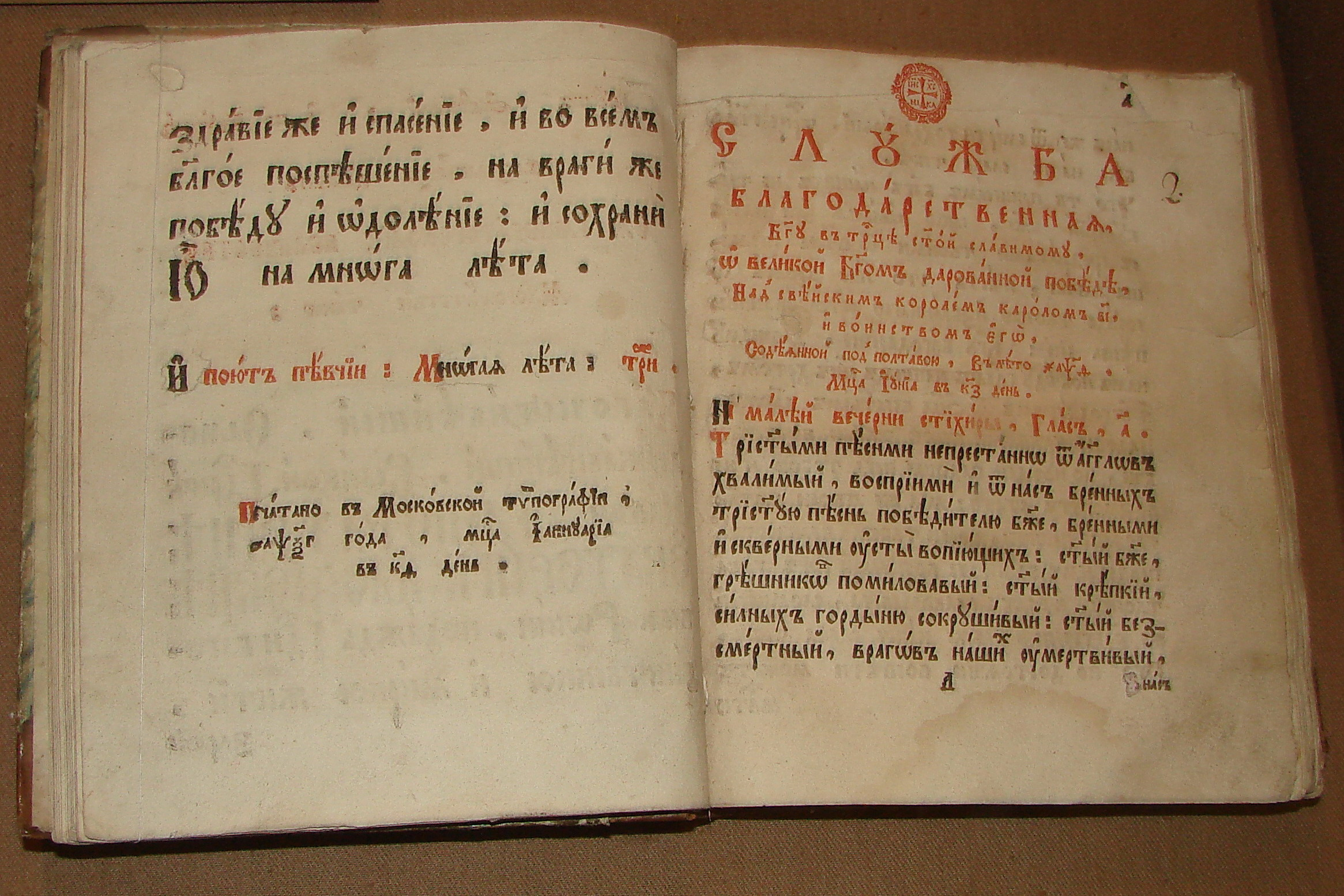
Служебник 1763 года

Служе́бник (греч. Ἱερατικόν) — богослужебная книга, предназначенная для священника и диакона. Служебник — непременный атрибут для совершения священником литургии, поэтому также называется «литургион». Первоначально служебник назывался «евхологий» («молитвослов, молитвенник»), и включал в себя некоторые чинопоследования из требника. Значительная часть текстов служебника повторяется в чиновнике архиерейского священнослужения. Последования этих же служб для церковнослужителей и мирян содержатся в часослове.
Название «служебник» происходит от др.-рус. слоужьба, которым до середины XVII века чаще всего называлась литургия.
Служебник используется как обязательное учебное пособие в духовных семинариях.

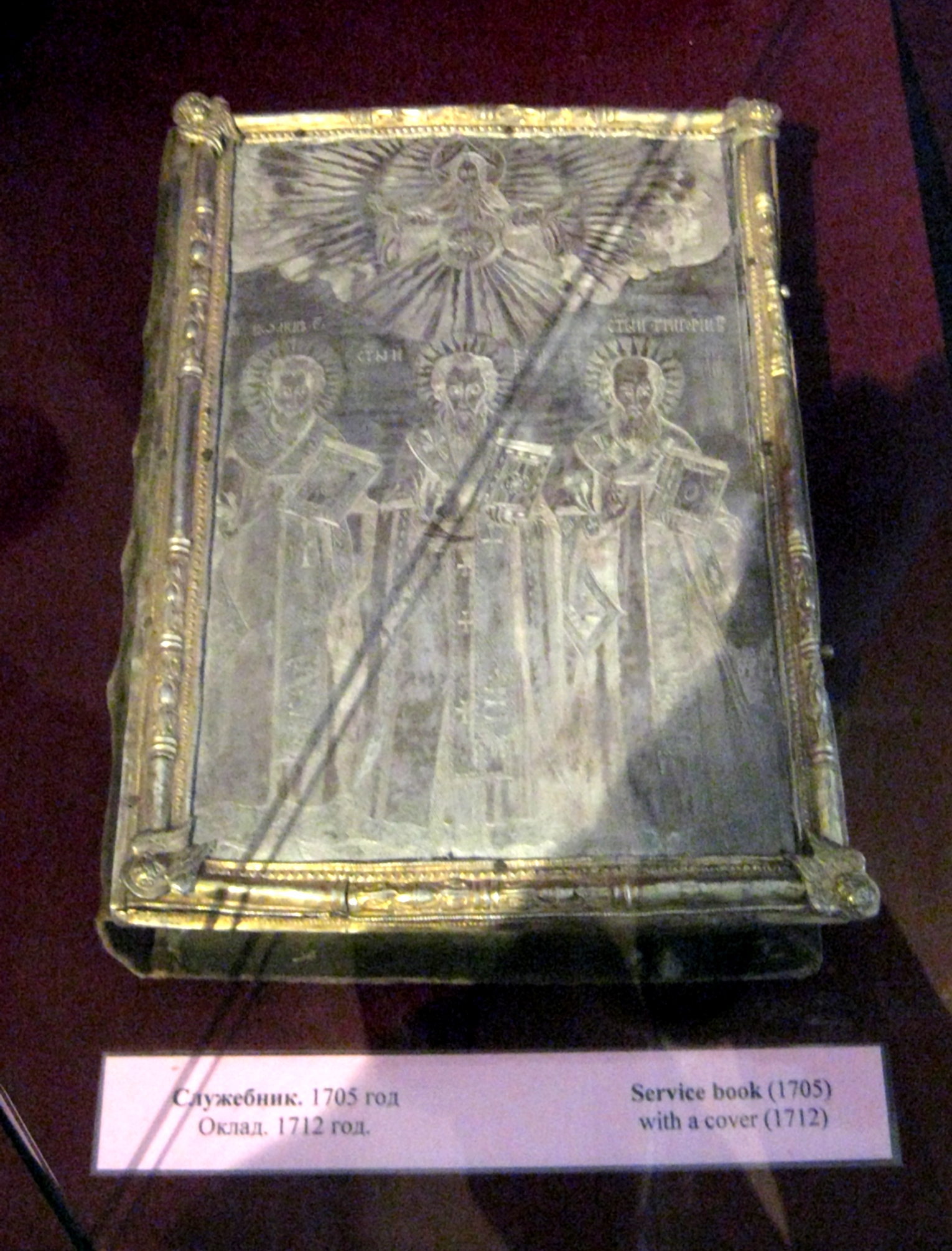
Служебник 1705 года в окладе 1712 года

## Состав служебника
Служебники бывают двух форматов — карманные и аналойные. Современный аналойный (более полный) служебник Русской православной церкви содержит в себе:
1. Чин малыя вечерни (почти в точности перепечатанная 1-я глава Типикона),
2. Чин всенощного бдения, сиесть великой вечерни и утрени воскресныя,
3. Последование вечерни (тексты),
4. Последование утрени,
5. Чин священныя и Божественныя Литургии (подготовка к служению, входные молитвы, облачение, проскомидия),
6. Божественная Литургия Златоустаго,
7. Благодарственные молитвы по Святом Причащении,
8. Указ, како подобает глаголати отпусты во Владычни праздники, и Богоматере, и весь год,
9. Отпусты дневные во всю седмицу (варианты текстов),
10. Божественная Литургия Василия Великого,
11. Чин Божественныя Литургии Преждеосвященных Даров (приготовление Агнца на предшествующей полной Литургии и схема вечерни с Литургией Преждеосвященных Даров),
12. Изъявление о некиих исправлениях в служении Преждеосвященныя Литургии (порядок совершения Великого входа и Причащения),
13. Божественная Литургия Преждеосвященных Даров (тексты всех молитв),
14. Чин благословения колива (в честь господских праздников и памяти святых),
15. Чин над кутиею в память усопших (после Литургии и после вечерни),
16. Чин литии о усопших,
17. Службы на различные потребы (прошения, добавляемые на проскомидии и на сугубой ектении),
18. Месяцеслов,
19. Дополнения к месяцеслову (новопрославленные святые),
20. Из Триоди постныя (молитвы к разным ликам святых на повечерии, Молитва Ефрема Сирина, тропари со стихами 1-го, 3-го, 6-го, 9-го часов, прокимены , аллилуиарии со стихами, величание в Неделю ваий, молитва на освящение ваий, отпусты Страстной седмицы),
21. Из Триоди цветныя (Пасхальное начало: Тропарь Пасхи со стихами, входный стих, причастен, молитва на благословение артоса, молитва на благословение сыра и яиц, прокимены и аллилуиарии со стихами, молитва на раздробление артоса, величание в Неделю о Фоме, на Вознесение, на Пятидесятницу и в день всех святых, запевы на 9-й песни канона),
22. Прокимны и аллилуиа воскресны, утреннии и литургийные на 8 гласов,
23. Прокимны и аллилуиа дневные,
24. Прокимны и аллилуиа общие святым,
25. Известие учительное[2]:

- Как подобает служителю приготовляться к достойному служению Божественной Литургии и причащению Божественных Христовых Тайн,
- О времени служения,
- Вещи, необходимые иерею перед служением и в служении,
- Сосуды священные, к служению необходимые,
- О веществе Тела Христова,
- О веществе Крови Христовой,
- О случаях, могущих приключиться во время служения Литургии,
- О случаях с веществом Крови Христовой,
- О случаях освящения Святых Даров,
- О прилучившихся недостатках служащего священника,
- Действия иерея после совершения Божественной Литургии,
- Как хранить Божественные Тайны ради больных,
- О подаянии, принятии и хранении Божественных Тайн и о поклонении Им.

Во многих редакциях служебника приводятся также и некоторые чинопоследования и молитвы из требника:
1. Моли́тва разреши́тельная,
2. Моли́тва во е́же благослови́ти бра́шна мяса́ во святу́ю Неде́лю Па́схи,
3. Моли́тва на благослове́ние но́ваго ме́да в пе́рвый день а́вгуста,
4. Моли́тва на благослове́ние гро́здия в шесты́й день а́вгуста,
5. Моли́тва о принося́щих нача́тки овоще́й[3].